# Hotîn, Radîvîliv
Hotîn (în ucraineană Хотин) este localitatea de reședință a comunei Hotîn din raionul Radîvîliv, regiunea Rivne, Ucraina.

## Demografie
Componența lingvistică a localității Hotîn
     Ucraineană (99,29%)
     Alte limbi (0,71%)
Conform recensământului din 2001, majoritatea populației localității Hotîn era vorbitoare de ucraineană (99,29%), existând în minoritate și vorbitori de alte limbi.